# Hans Henrik Rosenkrantz
Hans Henrik lensbaron Rosenkrantz (20. juni 1806 på Clausholm – 8. oktober 1879 på Rosenholm) var en dansk kammerherre, hofjægermester og godsejer.

## Opvækst
Hans Henrik Rosenkrantz var ældste søn af baron Holger Rosenkrantz og Sophie Benedicte von Bülow. Han var ud af en børneflok på 14, en yngre broder var Iver Holger Christian Rosenkrantz. Hans Henrik Rosenkrantz fødtes på godset Clausholm, hvor hans fader var godsbestyrer for gehejmeråd Heinrich Friccius von Schilden-Huitfeldt. Hans opvækst var således her og på godset Haseldorf i Holsten, der ligeledes ejedes af Schilden. Hermed erhvervede Hans Henrik Rosenkrantz en holstensk accent, som fulgte ham resten af livet. Hans forældre har muligvis ment, at hans fremtid lå i Holsten, hvorfor han blev sendt på gymnasiet i Altona. Hans liv fik dog en anden kurs, da hans farbror Verner Theodor Rosenkrantz døde uden at efterlade sig arvinger i 1823. Hermed blev Hans Henrik Rosenkrantz' fader Holger besidder af Stamhuset Rosenholm. Godset var på dette tidspunkt forgældet og hovedbygningen forfalden. Den midaldrende Holger Rosenkrantz havde næppe energien til at påbegynde det kæmpe projekt at genrejse Rosenholm. Han valgte derfor 1825 at overdrage stamhuset til sin ældste søn, dog under Holgers administration indtil sønnen fyldte 25 år. Hans Henrik Rosenkrantz afbrød da sin skolegang i Holsten og flyttede til Rosenholm. Præsten i Hornslet hjalp ham til at læse til dansk studentereksamen, som han tog i 1827. Herefter valgte han at uddanne sig til landmand, så han var godt rustet til sit liv som godsejer.

## Godsejeren
I 1831, 25 år gammel, overtog Hans Henrik Rosenkrantz Stamhuset Rosenholm. Ved overtagelsen var udsigterne for driften ikke gode. Der var en stor gæld, blandt andet ubetalte skatter for 14 år. Desuden var det danske landbrug præget af krise. Hans Henrik Rosenkrantz måtte i starten optage lån for at modernisere driften, men i løbet af 1830'erne blev tiderne bedre, og der tjentes igen gode penge på Rosenholm. Fra midten af 1800-tallet blev det desuden muligt at bortsælge fæstegårdene under stamhuset til bønderne, hvilket gav store engangsindtægter. Disse blev anvendte på en tiltrængt restaurering og modernisering af slottet samt opførelse af en ny avlsgård i 1860'erne. Fæstebønderne viste deres taknemmelighed for overtagelsen af deres gårde til selveje ved at rejse en mindesøjle for lensbaronen i slotsparken ved Rosenholm. Selvom baronen på sine ældre dage således var en holden mand, levede han livet igennem en meget beskedent. Til daglig havde man kun en tjener, som tilmed fungerede som kusk. Og i herskabsstalden var der kun to køreheste
Hans Henrik Rosenkrantz beklædte aldrig nogen offentlige embeder. 1842 udnævntes han til hofjægermester. 1855 til kammerherre. 1861 blev han ridder af Dannebrog og endelig 1873 kommandør af Dannebrog. 

## Familieliv
Hans Henrik Rosenkrantz var gift to gange. Første gang 14. november 1829 på Constantinsborg med rigsgrevinde Anna Dorothea Fædder (1805-55). I dette ægteskab fødtes fire børn. 11. oktober 1857 indgik Hans Henrik Rosenkrantz på ny ægteskab, denne gang med Caroline Henriette von Düring (1819-1906). I dette ægteskab fødtes en søn. Rosenholm var Hans Henrik Rosenkrantz' tid samlingssted for den store Rosenkrantz-slægt. Talrige familiemedlemmer, herunder baronens to yngre ugifte brødre, havde deres hjem rundt på det store slot. 
Hans Henrik Rosenkrantz døde 1879. Han blev begravet på slægtens familiegravsted på Hornslet Kirkegård. Det store følge talte foruden familien det meste af omegnens befolkning, der mindedes ham som "den gode kammerherre". Hans Henrik Rosenkrantz' ældste søn Holger var død allerede 1871, så stamhuset arvedes da af den kun 9-årige sønnesøn Hans Rosenkrantz.